# Батальйон оперативного реагування «Луцьк»
Батальйон оперативного реагування «Луцьк» (Батальйон «Луцьк», БОР «Луцьк») — добровольче формування територіальної громади міста Луцьк, яке входить до складу Сил територіальної оборони Збройних сил України у Волинській області. Чисельність Батальйону сягає понад 800 бійців.

## Історія
28 лютого 2022 року міський голова міста Луцьк Ігор Поліщук анонсував створення добровольчого батальйону оперативного реагування «Луцьк». 
Батальйон засновано на базі громадського формування «Варта Порядку», абсолютна більшість членів якого з 2014 року брали участь у Війні на сході України. 
5 березня 2022 року наказом Командувача Сил територіальної оборони Збройних Сил України, генералом Юрієм Галушкіним, було призначено підполковника Олександра Тиводара на посаду командира батальйону оперативного реагування «Луцьк».
8 березня 2022 року чисельність батальйону сягнула 400 бійців.
18 березня 2022 року Олександр Тиводар оголосив, що кількість добровольців батальйону «Луцьк» перетнула позначку у 800 осіб.

## Командування
- підполковник Олександр Олександрович Тиводар